# RaceTrac
RaceTrac est une entreprise américaine opérant des stations-service et des commerces de proximité dans le Sud des États-Unis. Fondée en 1934 à Saint-Louis, dans le Missouri, elle a désormais son siège à Atlanta, en Géorgie.